# Office fédéral de la santé publique
L’Office fédéral de la santé publique (OFSP ; en allemand : Bundesamt für Gesundheit, BAG ; en italien : Ufficio federale della sanità pubblica, UFSP ; en romanche : Uffizi federal da sanadad publica, UFSP) est l'office fédéral compétent en matière de santé publique en Suisse. 
Il est rattaché au Département fédéral de l'intérieur. Son siège est à Liebefeld (Köniz), dans la banlieue de Berne.
Depuis 2020, il est dirigé par Anne Lévy.

## Domaines de compétence
L'OFSP est responsable des domaines suivants : 
- Assurance maladie et accidents ;
- Prévention des addictions (alcool, cannabis, stupéfiants, tabac, etc.) ;
- Épidémies, maladies infectieuses (loi sur les épidémies, vaccinations, etc.) ;
- Radioprotection et lutte contre les nuisances sonores ;
- Protection de la santé : évaluation et contrôle des produits chimiques et toxiques ;
- Recherche sur les cellules souches, bioterrorisme.

## Direction
- 1991-2009 : Thomas Zeltner ;
- 2010-2020 : Pascal Strupler[3] ;
- Dès 2020 : Anne Lévy.